# Мантуровский сельсовет
Ма́нтуровский сельсовет — муниципальное образование со статусом сельского поселения в Мантуровском районе Курской области Российской Федерации.
Административный центр — село Мантурово.

## История
Статус и границы сельсовета установлены Законом Курской области от 21 октября 2004 года № 48-ЗКО «О муниципальных образованиях Курской области».
Законом Курской области от 26 апреля 2010 года № 26-ЗКО в состав сельсовета включены населённые пункты упразднённых Свинецкого и 1-го Засеймского сельсоветов.

## Население
| 2002  | 2010  | 2012  | 2013  | 2014  | 2015  | 2016  |
| ----- | ----- | ----- | ----- | ----- | ----- | ----- |
| 2819  | ↗3963 | ↘3800 | ↘3711 | ↘3622 | ↘3577 | ↘3552 |
| 2017  | 2018  | 2019  | 2020  | 2021  |       |       |
| ↘3540 | ↘3513 | ↘3497 | ↘3421 | ↘3280 |       |       |

## Состав сельского поселения
| №  | Населённый пункт | Тип населённого пункта       | Население |
| -- | ---------------- | ---------------------------- | --------- |
| 1  | 1-е Засеймье     | село                         | ↘434      |
| 2  | Верхосеймье      | село                         | ↘110      |
| 3  | Гребенное        | хутор                        | ↘38       |
| 4  | Засеймская Сеть  | хутор                        | ↘2        |
| 5  | Колодезек        | хутор                        | ↘87       |
| 6  | Малашково        | хутор                        | ↘16       |
| 7  | Мантурово        | село, административный центр | ↘2767     |
| 8  | Орловка          | деревня                      | ↘1        |
| 9  | Рябиново         | деревня                      | ↘52       |
| 10 | Свинец           | село                         | ↘456      |